# Драгова
Драгова (рум. Dragova) — село у повіті Нямц в Румунії. Входить до складу комуни Киндешть.
Село розташоване на відстані 256 км на північ від Бухареста, 29 км на південний схід від П'ятра-Нямца, 89 км на південний захід від Ясс, 140 км на північний схід від Брашова.

## Населення
За даними перепису населення 2002 року у селі проживали 275 осіб, усі — румуни. Усі жителі села рідною мовою назвали румунську.